# Конор Галахер
Конор Галахер (енгл. Conor Gallagher; Лондон, 6. фебруар 2000) енглески је фудбалер који тренутно наступа за Атлетико Мадрид и за репрезентацију Енглеске. Игра на позицији везног играча.

## Биографија
Галахер је рођен у Епсому, насеље близу Лондона, од родитеља Ли и Саманте Галахер и најмлађи је од њихова четири сина. Одрастао је у Грејт Букаму и похађао школу Хауард из Ефингама. Његова старија браћа, Џејк, Џош и Дан су фудбалери на нивоу ван лиге. Галахерова породица навија за Челси.

## Каријера
Галахер се придружио Челсију са осам година. У октобру 2018. потписао је нови уговор са Челсијем до јуна 2021. године. Те године је имао мању операцију срца. У мају 2019. био је неискоришћена замена у финалу УЕФА Лиге Европе 2019. године, освојивши победничку медаљу. Био је проглашен најбољим Челсијевим играчем Академије године за сезону 2018–19.
У августу 2019. Галахер је потписао нови трогодишњи уговор са Челсијем и прешао на позајмицу у Чемпионшип клуб Чарлтон атлетик. После првог месеца са Чарлтоном, у којем је постигао три гола у шест мечева, освојио је награду за младог играча месеца за август. Челси је 14. јануара 2020. опозвао Галахера.
Дана 15. јануара 2020, дан након што је напустио Чарлтон, Галахер се придружио Чемпионшип клубу Свонзи Сити на позајмици за остатак сезоне 2019–20. Касније је рекао да му је време у Свонзију омогућило да буде креативнији као играч.
Дана 17. септембра 2020, Галахер је потписао нови петогодишњи уговор са Челсијем и придружио се другом клубу из Премијер лиге Вест Бромвич Албиону на позајмици за сезону 2020–21. Дана 28. новембра 2020, Галахер је постигао свој први гол за Вест Бром у победи домаће лиге над Шефилд јунајтедом резултатом 1:0.
У јулу 2021, Галахер се придружио клубу Премијер лиге Кристал Палас на позајмици за сезону 2021–22. Постигао је два гола у нерешеном резултату 2–2 са Вест Хемом јунајтедом 28. августа 2021, што је био његов први гол за Палас. У новембру је у магазину The Daily Telegraph описан као „један од најживљих талената Премијер лиге“ који „успева у својој улози у box to box и постао је кључни играч Патрика Вијере“. У истом месецу, Галахер је био подвргнут хомофобичним скандирањима групе навијача Лидс јунајтеда; клуб је издао саопштење у којем је ово осудио. До почетка децембра, имао је шест голова и три асистенције за Кристал Палас, највише од било ког играча Премијер лиге до 21 године или мање. У априлу 2022, матични клуб Челси га је спречио да игра против њих у полуфиналу ФА купа; Тадашњи менаџер Челсија Томас Тухел извинио се због тога.
У јулу 2022, уочи сезоне 2022–23, Галахер је рекао да је одлучан да направи продор у први тим у Челсију. Дана 6. августа 2022. дебитовао је за Челси, као замена, у победи од 1:0 у гостима против Евертона у Премијер лиги. Већ 1. октобра постигао је свој први гол у Премијер лиги са Челсијем, тако што је постигао победнички гол у 90. минуту у победи од 2-1 у гостима над својим бившим клубом Кристал Паласом.

## Репрезентација
Галахерово породично наслеђе значило је да је имао право да игра за Енглеску, Шкотску или Републику Ирску све док се не такмичи за било који тим на вишем нивоу. Представљао је Енглеску на омладинском нивоу до 17, до 18, до 19 и до 20 година, победивши на Светском првенству у фудбалу до 17 година 2017. у Индији.
Галахер је 8. октобра 2019. примио први позив у репрезентацију Енглеске до 21 године и дебитовао је 11. октобра као замена током ремија 2–2 против Словеније у Марибору.
Дана 14. новембра 2021. примио је свој први позив у сениорски тим Енглеске. Следећег дана, играо је своју прву утакмицу, ушавши као замена на полувремену у победи Енглеске над Сан Марином резултатом 10–0.
Именован је у тиму Енглеске за Светско првенство у фудбалу 2022. године.